# 拜见岳父大人1
《拜見岳父大人》（英語：Meet the Parents）是一部2000年的美國喜劇電影，由吉姆·赫茲福德和約翰·漢柏編劇，傑·洛奇執導。主演是羅拔·迪尼路和賓·史迪拿。
《拜見岳父大人》是1992年同名電影《Meet the Parents》的重拍版，由Greg Glienna執導，Jim Vincent監製。Glienna也飾演原版的主角，並與Mary Ruth Clarke共同編劇。
本片的成功啟發了兩部續集《非常外父生擒霍老爺》和《非常外父3》，分別於2004年和2010年上映。

## 劇情
男護士阿基與女友柏美相戀多年；適逢柏美妹妹傳出婚訊，阿基打算藉參加婚禮與未來岳父岳母打交道，方便日後與柏美的婚事。豈料柏美父親白積奇是退休美國中情局測謊專家，專責拆穿臥底特務的身份。積奇對愛女的終生幸福當然不會鬆懈，他運用心理戰術，為阿基大起底。阿基頻頻觸礁，想娶柏美的希望似乎越來越渺茫。

## 演員
- 羅拔·迪尼路 飾演 Jack Byrnes
- 賓·史迪拿 飾演 Gaylord "Greg" Focker
- 黛瑞·波羅（英语：Teri Polo） 飾演 Pam Byrnes
- 布萊絲·丹娜（英语：Blythe Danner） 飾演 Dina Byrnes
- Nicole DeHuff（英语：Nicole DeHuff） 飾演 Deborah "Debbie" Byrnes
- 喬·阿布拉漢姆斯 飾演 Denny Byrnes
- 奧雲·韋遜 飾演 Kevin Rawley
- 詹姆斯·瑞布霍恩 飾演 Dr. Larry Banks
- 湯瑪士·麥卡錫 飾演 Dr. Robert "Bob" Banks
- 菲莉絲·喬治（英语：Phyllis George） 飾演 Linda Banks

## 外部連結
- 官方网站
- 互联网电影数据库（IMDb）上《Meet the Parents》的资料（英文）
- TCM电影资料库上《Meet the Parents》的资料（英文）
- AllMovie上《Meet the Parents》的资料（英文）
- 爛番茄上《Meet the Parents》的資料（英文）
- Metacritic上《Meet the Parents》的資料（英文）
- Box Office Mojo上《Meet the Parents》的資料（英文）